# 旭國強
旭國 強（あさひくに つよし、1924年 - 没年不明）は、北海道旭川市出身で立浪部屋に所属した元大相撲力士。本名は山田 強（やまだ つよし）。174cm、83kg。最高位は西十両12枚目。得意技は右四つ、下手投げ。

## 経歴
1940年5月場所に初土俵。1948年5月場所に十両昇進したが、在位はこの1場所のみ。1949年1月場所限りで廃業した。

## 主な成績
- 通算成績：46勝41敗17休1分 勝率.529
- 十両成績：4勝7敗 勝率.364
- 現役在位：16場所
- 十両在位：1場所

### 場所別成績
| 1940年 （昭和15年） | x                      | （前相撲）         | x                      |
| 1941年 （昭和16年） | （前相撲）             | 西序ノ口13枚目 2–6 | x                      |
| 1942年 （昭和17年） | 西序二段82枚目 3–5     | 東序二段69枚目 6–2 | x                      |
| 1943年 （昭和18年） | 東序二段18枚目 4–4     | 西序二段6枚目 4–4  | x                      |
| 1944年 （昭和19年） | 東三段目49枚目 5–3     | 東三段目20枚目 3–2 | 西三段目筆頭 0–0–5     |
| 1945年 （昭和20年） | x                      | x                  | x                      |
| 1946年 （昭和21年） | x                      | x                  | 西三段目筆頭 4–3       |
| 1947年 （昭和22年） | x                      | 東幕下26枚目 3–2   | 西幕下14枚目 5–0 1引分 |
| 1948年 （昭和23年） | x                      | 西十両12枚目 4–7   | 西幕下2枚目 3–3        |
| 1949年 （昭和24年） | 西幕下筆頭 引退 0–0–12 | x                  | x                      |
| 各欄の数字は、「勝ち-負け-休場」を示す。 優勝 引退 休場 十両 幕下 三賞：敢=敢闘賞、殊=殊勲賞、技=技能賞 その他：★=金星 番付階級：幕内 - 十両 - 幕下 - 三段目 - 序二段 - 序ノ口 幕内序列：横綱 - 大関 - 関脇 - 小結 - 前頭（「#数字」は各位内の序列） |                        |                    |                        |

## 改名歴
- 山田（やまだ）1940年5月場所 - 1941年5月場所
- 東亜山（とうあやま）1942年1月場所 - 1943年1月場所
- 旭國 強（あさひくに つよし）1943年5月場所 - 1949年1月場所